# Tennis aux Jeux méditerranéens de 2009
Navigation
Édition précédente Édition suivante
Les compétitions de tennis des Jeux méditerranéens de 2009 se sont déroulées à Pescara en Italie.
Roberto Bautista-Agut, alors classé seulement 288e mondial, remporte le simple messieurs contre le n°1 turc Marsel İlhan (186e). Dans le tournoi féminin, l'italienne Evelyn Mayr (354e), crée la surprise en dominant Laura Pous Tió, déjà finaliste en 2005, de retour à la compétition après plus d'un an et demi d'absence.

## Podiums
| Compétitions     | Or                                           | Argent                                  | Bronze                                          |
| ---------------- | -------------------------------------------- | --------------------------------------- | ----------------------------------------------- |
| Simple messieurs | Roberto Bautista-Agut Espagne                | Marsel İlhan Turquie                    | Gianluca Naso Italie                            |
| Double messieurs | Matteo Marai Gianluca Naso Italie            | Daniel Danilović Goran Tošić Monténégro | Roberto Bautista-Agut Gerard Granollers Espagne |
| Simple dames     | Evelyn Mayr Italie                           | Laura Pous Tió Espagne                  | Eva Fernández Brugués Espagne                   |
| Double dames     | Eva Fernández Brugués Laura Pous Tió Espagne | Çağla Büyükakçay Pemra Özgen Turquie    | Nadia Lalami Fatima El Allami Maroc             |

## Tableau des médailles par pays
| Rang  | Nation     | Or | Argent | Bronze | Total |
| ----- | ---------- | -- | ------ | ------ | ----- |
| 1     | Espagne    | 2  | 1      | 2      | 5     |
| 2     | Italie     | 2  | 0      | 1      | 3     |
| 3     | Turquie    | 0  | 2      | 0      | 2     |
| 4     | Monténégro | 0  | 1      | 0      | 1     |
| 5     | Maroc      | 0  | 0      | 1      | 1     |
| Total | Total      | 4  | 4      | 4      | 12    |